# ザ・プロフェット・スピークス
『ザ・プロフェット・スピークス』（The Prophet Speaks）は、北アイルランドのミュージシャン、ヴァン・モリソンが2018年に発表した40作目のスタジオ・アルバム。

## 背景
収録曲のうち6曲はオリジナル、残りはカヴァー曲という構成で、前作『ユーアー・ドライヴィング・ミー・クレイジー』（2018年）に引き続きジョーイ・デフランセスコの率いるカルテットが全面参加した。「Teardrops」と「Worried Blues」は、いずれもシェイキー・ジェイク・ハリスのアルバム『Good Times』（1960年）収録曲のカヴァーで、後者はロバート・ジョンソンの曲「Rollin' and Tumblin'」とのメドレーとなった。
本作のジャケットは、モリソンが幼い頃に聴いていたラジオ番組『Educating Archie』をモチーフとしており、同番組で実際に使われた人形「アーチー・アンドリュース」がフィーチャーされた。

## 反響・評価
全英アルバムチャートでは2週トップ100入りし、最高40位を記録した。アメリカでは2018年12月22日付のBillboard 200で110位を記録するが、翌週にはチャート圏外に落ちた。
Thom Jurekはオールミュージックにおいて5点満点中4点を付け「ジャズに傾倒していた前作と比べると、よりブルースやR&Bを深く掘り下げているが、ここでも前作と同様に緩く、楽しく、自然発生的なサウンドが貫かれている」と評している。Michael Hannは『ガーディアン』紙のレビューで5点満点中3点を付け「モリソンがここ18か月の間にリリースした、レイド・バックした雰囲気で、アメリカ黒人のスタンダード・ナンバーに焦点を当てた連作の4つ目に当たる」と評している。また、Phil Mongredienは『オブザーバー』紙のレビューで5点満点中4点を付け「嬉しいことに、最も印象的なのはモリソン自身の新曲である」「カヴァー曲の中ではジョン・リー・フッカーの"Dimples"が突出しているが、実際のところ、弱いカヴァーもない」と評している。

## 収録曲
特記なき楽曲はヴァン・モリソン作。
1. "Gonna Send You Back to Where I Got You From" (Eddie Vinson, Leona Blackman) – 4:40
2. "Dimples" (John Lee Hooker, James Bracken) – 5:33
3. "Got to Go Where the Love Is" – 4:24
4. "Laughin' and Clownin'" (Sam Cooke) – 5:32
5. "5 am Greenwich Mean Time" – 5:38
6. "Gotta Get You Off My Mind" (Solomon Burke, Delores Burke, Josephine Burke Moore) – 3:44
7. "Teardrops" (J.D. Harris) – 6:01
8. "I Love the Life I Live" (Willie Dixon) – 3:36
9. "Worried Blues/Rollin' and Tumblin'" (J.D. Harris) – 6:24
10. "Ain't Gonna Moan No More" – 6:16
11. "Love Is a Five Letter Word" (Gene Barge) – 3:45
12. "Love Is Hard Work" – 4:29
13. "Spirit Will Provide" – 4:03
14. "The Prophet Speaks" – 4:55

## 参加ミュージシャン
- ヴァン・モリソン - ボーカル、ハーモニカ、アルト・サクソフォーン
- ジョーイ・デフランセスコ（英語版） - ハモンドオルガン、トランペット、キーボード
- ダン・ウィルソン - ギター
- トロイ・ロバーツ - アコースティック・ベース(on#1, #3, #6, #7, #10, #13, #14)、テナー・サクソフォーン(on #1, #2, #3, #4, #5, #8, #11, #12)、ソプラノ・サクソフォーン(on #1, #3, #9, #12)
- マイケル・オード - ドラムス
- ジム・スターン - タンバリン(on #6)
- シャナ・モリソン（英語版） - バッキング・ボーカル(on #6, #13)